# Bridestowe
Bridestowe – wieś w Anglii, w hrabstwie Devon, w dystrykcie West Devon.